# Rödskuldrad ara
Rödskuldrad ara (Diopsittaca nobilis) är en fågel i familjen västpapegojor inom ordningen papegojfåglar.

## Utseende och läte
Rödskuldrad ara är en liten ara som lätt kan förväxlas med en stor parakit. Fjäderdräkten är grön bortsett från kontrasterande vit bar hud i ansiktet, blå hjässa och röda skuldror. Näbbfärgen varierar geografiskt, helmörk i norr och ljus undre näbbhalva i söder. Lätet är ett ljudligt raspande.

## Utbredning och systematik
Rödskuldrad ara delas in i tre underarter:
- Diopsittaca nobilis nobilis – förekommer från östra Venezuelas anslutning till Guyanaregionen och norra Brasilien norr om Amazonfloden
- cumanensis-gruppen
  - Diopsittaca nobilis cumanensis – förekommer i norra Brasilien söder om nedre Amazonfloden och i nordöstra Brasilien
  - Diopsittaca nobilis longipennis – förekommer i sydöstra Peru, nordöstra Bolivia och centrala och sydöstra Brasilien

Sedan 2014 urskiljer Birdlife International och naturvårdsunionen IUCN cumanensis och longipennis tillsammans som den egna arten "sydlig rödskuldrad ara" (D. cumanensis). 

## Levnadssätt
Rödskuldrad ara hittas i savann, palmlundar och ibland även i urbana områden. Den ses vanligen födosöka i par eller små grupper.

## Status
IUCN bedömer hotstatus för underartsgrupperna (eller arterna) var för sig, båda som livskraftiga.

## Bilder

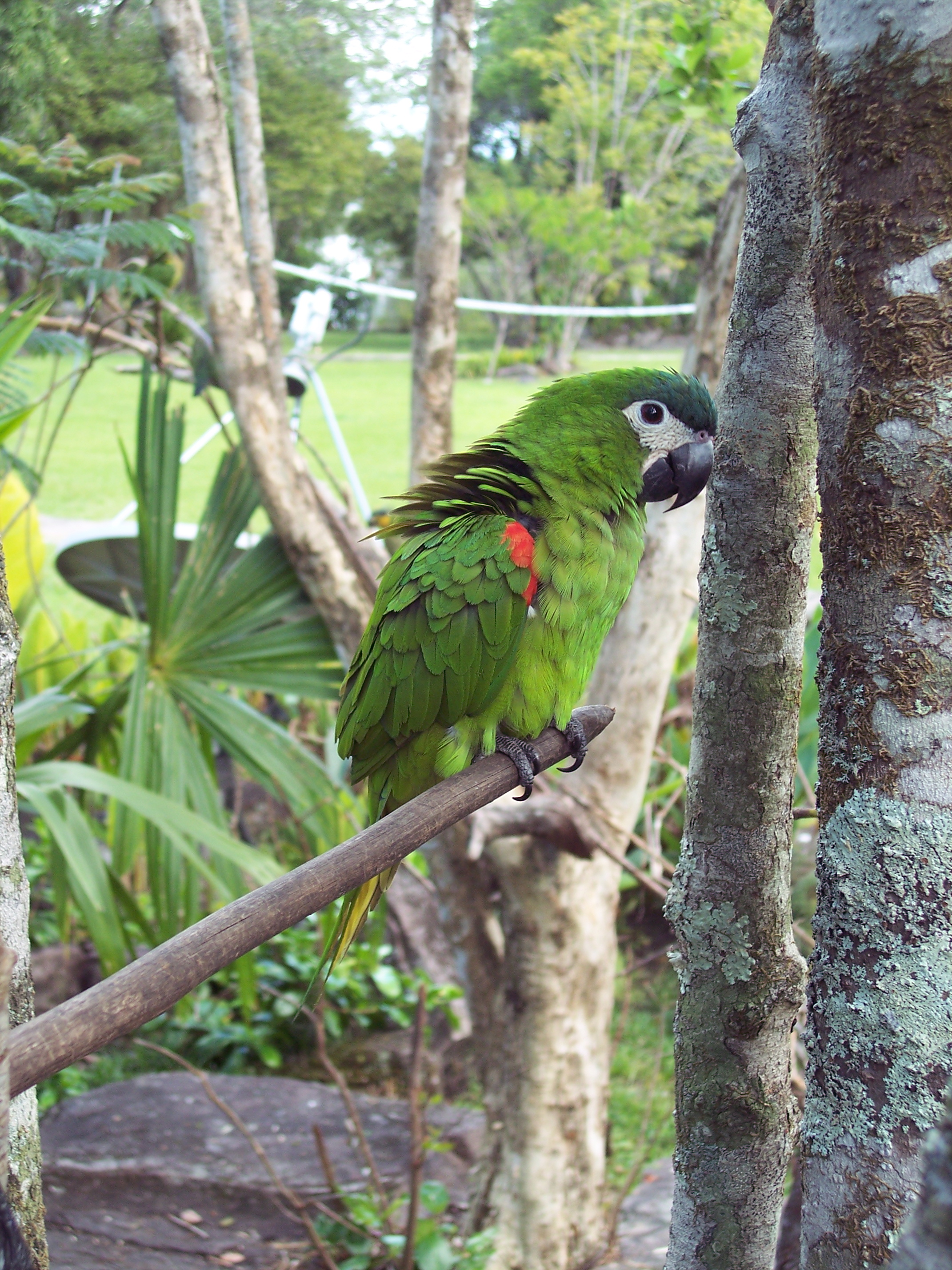
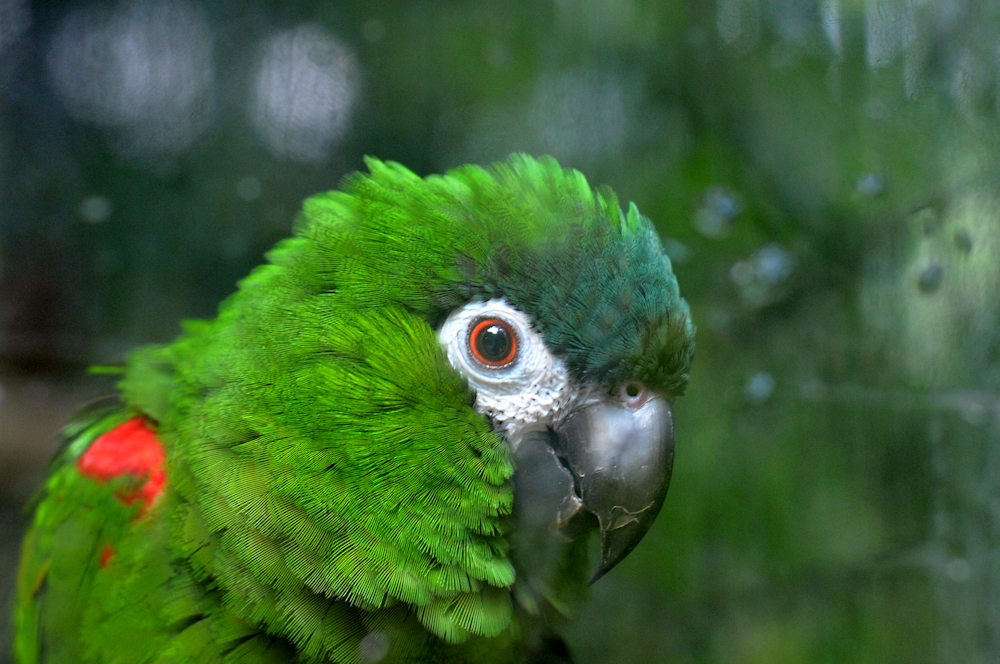
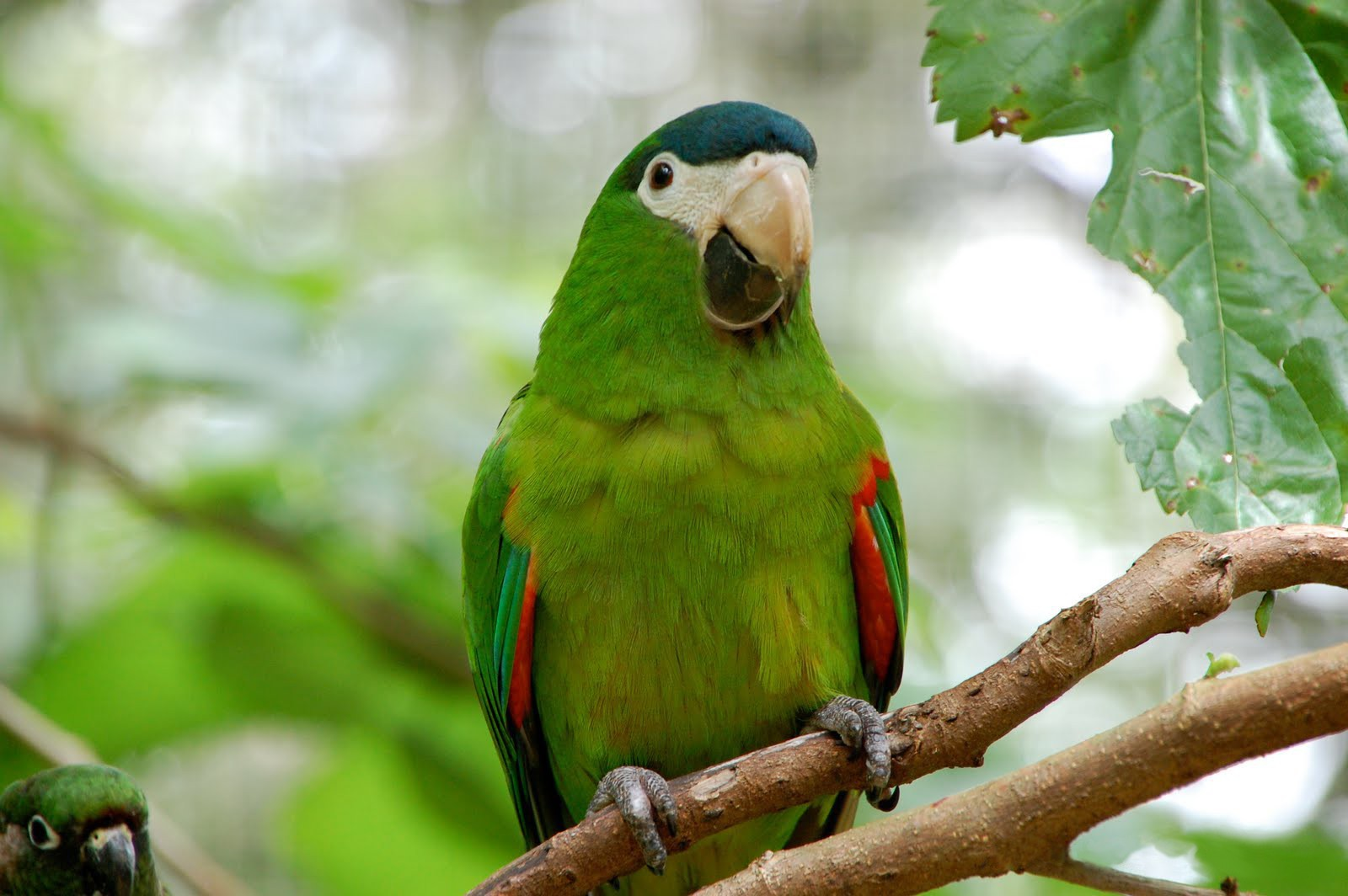
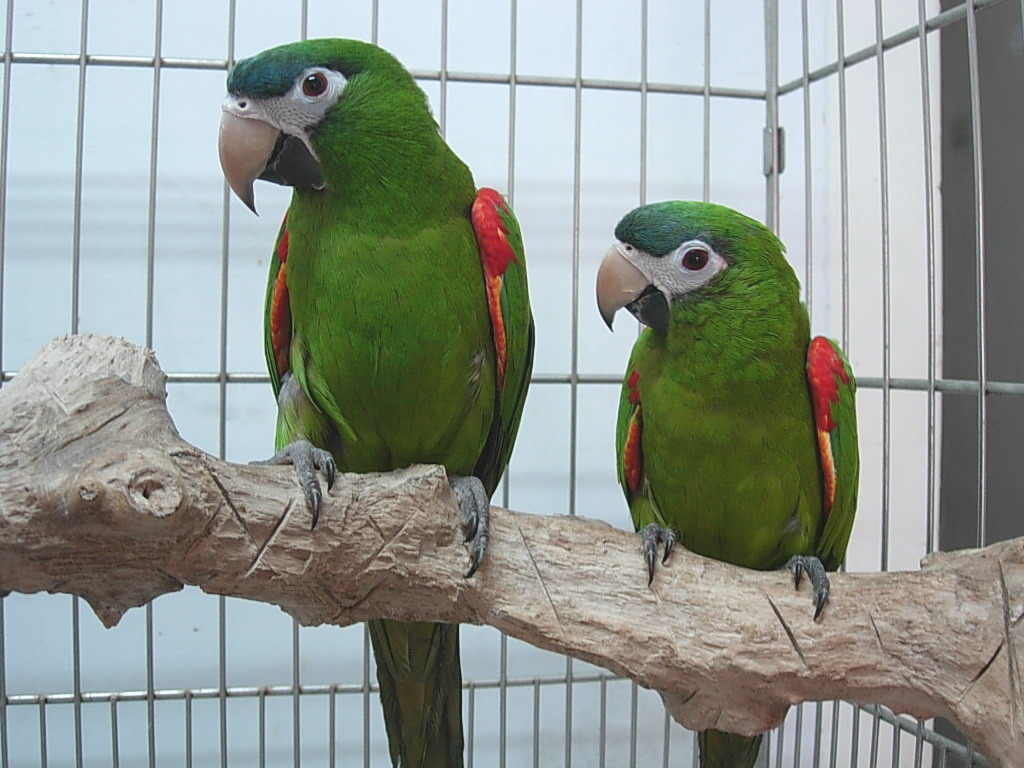
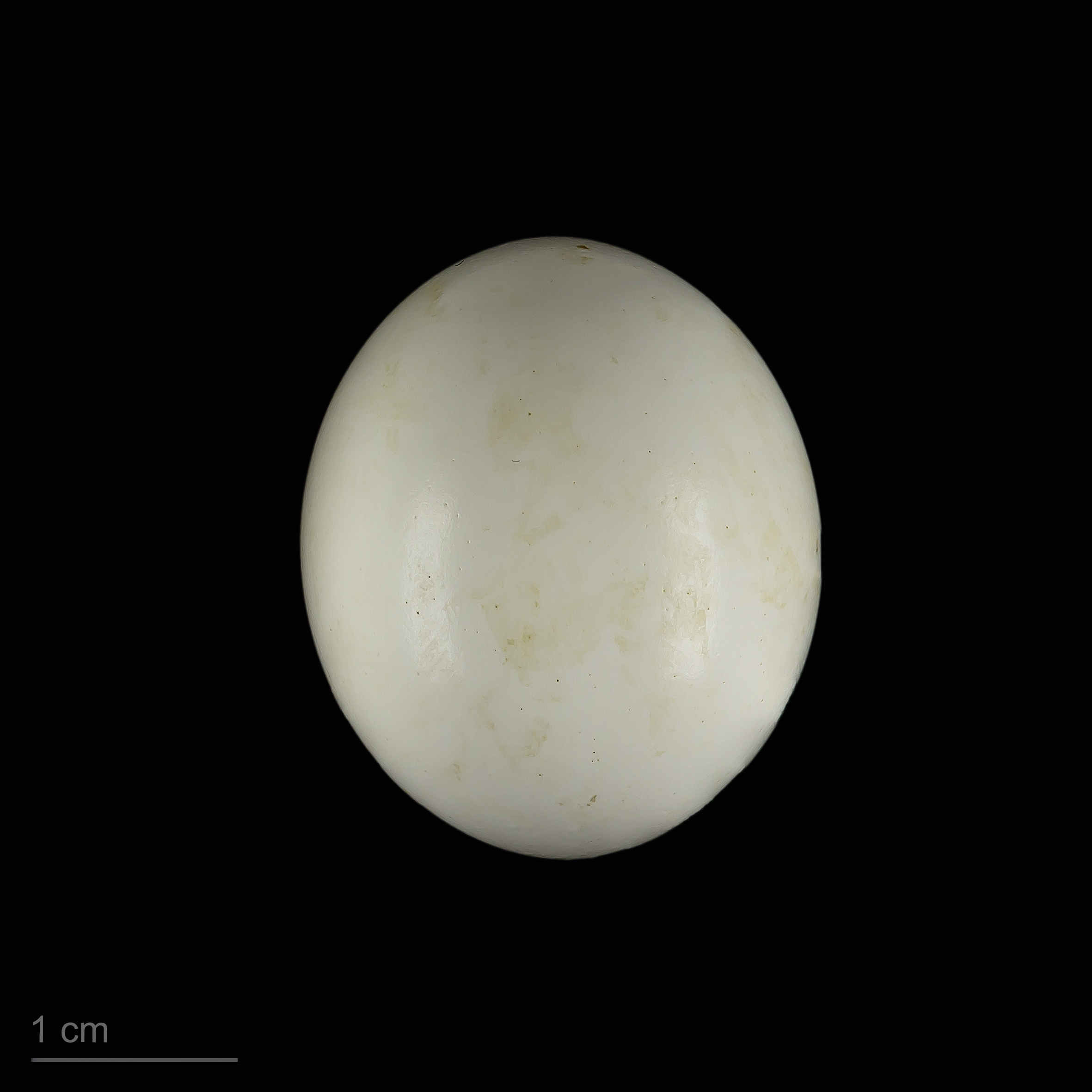
Museum specimen